# Xã Alexandria, Quận Divide, Bắc Dakota
Xã Alexandria (tiếng Anh: Alexandria Township) là một xã thuộc quận Divide, tiểu bang Bắc Dakota, Hoa Kỳ. Năm 2010, dân số của xã này là 14 người.